# مسرشمیت ام‌ئی ۲۶۴
مسرشمیت ام‌ئی ۲۶۴ (به آلمانی: Messerschmitt Me 264) یک بمب‌افکن راهبردی دوربرد ساخت شرکت مسرشمیت در آلمان بود که در جریان جنگ جهانی دوم، در قالب برنامه «بمب‌افکن آمریکا»، برای خدمت در لوفت‌وافه طراحی شد. در نظر بود هواگرد با برخاستن از پایگاه‌هایی در غرب فرانسه بتواند با طی مسافت بیش از ۱۰ هزار کیلومتری، نیویورک در ساحل شرقی ایالت متحده را بمباران کند. به هر صورت طراحی در مرحله پیش‌نمونه متوقف شد.

## پیش‌زمینه
آلمان از بدو به قدرت رسیدن حزب ناسیونال سوسیالیست در سال ۱۹۳۳ و تشکیل مخفیانه لوفت‌وافه به دنبال ایجاد ناوگانی از بمب‌افکن‌های راهبردی بود. سرهنگ والتر وور، نخستین رئیس ستاد کل لوفت‌وافه تصور می‌کرد شوروی و نه فرانسه، دشمن اصلی آلمان در آینده خواهد بود؛ بنابراین آلمان می‌بایست قادر به هدف قرار دادن مراکز صنعتی دشمن در اعماق خاک آن باشد. از این رو برنامه «بمب‌افکن اورال» برای یک بمب‌افکن فوق برد بلند پدید آمد. تا ماه مه سال ۱۹۳۴ توسعه یک بمب‌افکن سنگین با قابلیت‌های اجرای چنین مأموریتی، یکی از اولویت‌های بالای لوفت‌وافه بود. دو شرکت یونکرس و دورنیه موظف به طراحی هواگرد مورد نظر شدند. این دو شرکت پیش‌نمونه‌های خود برای یو ۸۹ و دو ۱۹ را تا اواخر سال ۱۹۳۶ آماده کردند. به هر حال هیچ‌یک از این هواگردها عملکرد رضایت‌بخشی نداشتند. در همین حین وور در اثر یک حادثه هوایی جان باخت. پس از او رویکرد لوفت‌وافه متأثر از عقاید سرهنگ ارنست اودت، رئیس دفتر فنی وزارت هوانوردی رایش تغییر کرد. اودت هوادار هواگردهای کوچک و پرسرعت بود و از ایده بمب‌افکن شیرجه‌ای تاکتیکی با دقت هدف‌گیری بالا پشتیبانی می‌کرد. سرلشکر آلبرت کسلرینگ، رئیس جدید ستاد کل لوفت‌وافه در این عقیده با او اشتراک داشت و بمب‌افکن‌های دو موتوره را برای جنگ آینده کافی می‌دید. بدین شکل ماه آوریل سال ۱۹۳۷ با دستور ارتشبد هرمان گورینگ، فرمانده کل لوفت‌وافه، با تأکید بر بیش از حد پر خرج بودن آن‌ها و نیاز آلمان به گستردگی کمیت، کار بر روی برنامه بمب‌افکن اورال متوقف شد.
به هر صورت با اصرار سرگرد پاول دایشمن، رئیس بخش مدیریت ستاد کل لوفت‌وافه، سپهبد ارهارت میلش، عامل اجرایی دولت در وزارت هوانوردی، اواخر سال ۱۹۳۷ مجوز کار بر روی یک «هواگرد چندمنظوره» با توانایی حمل ۵ تن محموله بمب تا ساحل شرقی ایالات متحده و مقداری کمتری تا اراضی مرکزی آن و همچنین اجرای عملیات شناسایی تا ساحل غربی را صادر کرد.

## طراحی و توسعه
وزارت هوانوردی رایش اوایل سال ۱۹۳۸ جزئیات جدیدی در درخواست برای یک بمب‌افکن برد بلند را به شرکت‌های هواگردسازی ارائه نمود. این درخواست ارتفاع عملیاتی را ۵٬۰۰۰ متر و برد را ۶٬۷۰۰ کیلومتر برای محموله ۱٬۰۰۰ کیلوگرمی و چهار خدمه در نظر می‌گرفت. شرکت مسرشمیت از پیش به صورت همزمان در حال فعالیت بر بیش از یک طرح برد بلند بود. یکی از این طرح‌ها با عنوان په ۱۰۶۱، زیر نظارت شخصی ویلی مسرشمیت، توسط بخش توسعه شرکت در آوکسبورک پدید آمد. از طرف شرکت برای این هواگرد چهار موتوره بردی در حدود ۲۰٬۰۰۰ کیلومتر مقرر شد. طرح دیگر په ۱۰۶۲ بود که پیش‌نمونه آن بعداً با عنوان ام‌ئی ۲۶۱ ساخته شد. این هواگرد تمام فلزی دو موتور ۲۴ سیلندری ۲٬۷۰۰ اسب بخاری دایملر-بنتس دی‌ب ۶۰۶ آ/ب داشت. هر یک از این موتورها متشکل از یک جفت موتور ۱۲ سیلندر دی‌ب ۶۰۱ در کنار هم بود که به یک محور دَوَران برای چرخاندن یک ملخ چهار تیغه متصل بودند. برد ۱۱٬۰۰۰ کیلومتر در سرعت پایاسیر اقتصادی قابل دستیابی بود.
به هر صورت همچنان مقاومت‌هایی در برابر چنین طرح‌هایی در مقامات عالی وجود داشت. در این حال پدیداری دورنمایی از احتمال جنگ با ایالات متحده سبب تمایل فرماندهی عالی لوفت‌وافه به در اختیار داشتن تسلیحاتی شد که دست کم جنگ در آسمان را پیش ببرد. پس از آن که هواپیمای مسافربری فوکه-وولف اف‌و ۲۰۰ اس-۱ توانست ماه اوت در یک پرواز حدوداً ۲۵ ساعته بدون توقف از برلین تا نیویورک برود اساساً امکان به‌کارگیری بمب‌افکن‌های چهار موتوره برد بلند برای حمله به ایالات متحده به اثبات رسید. بدین ترتیب، وزارت هوانوردی سال بعد از شرکت‌های یونکرس، فوکه-وولف و مسرشمیت خواست طرح‌های خود برای بمب‌افکن چهار موتوره با قابلیت حمله به ایالات متحده از پایگاه‌هایی درون خاک رایش موسوم به «بمب‌افکن آمریکا» (Amerika Bomber)، را مطرح سازند.
با این حال که پیش از این از شرکت مسرشمیت خواسته شده بود تنها بر طراحی و تولید جنگنده‌ها تمرکز کند، این شرکت طرحی بر مبنای برنامه په ۱۰۶۱، بدین منظور ارائه و بلافاصله سفارش سه پیش‌نمونه از آن را دریافت کرد. در جریان جنگ جهانی دوم، در پی سقوط فرانسه و شدت گرفتن تنش بین آلمان و ایالات متحده، وزارت هوانوردی اواخر سال ۱۹۴۰ مقرر کرد بمب‌افکن مورد نظر می‌بایست مسیر ۱۲٬۰۰۰ کیلومتری از برست در ساحل غربی فرانسه تا نیویورک را طی کند و بازگردد. گروه طراحی مسرشمیت ادامه کار توسعه را بر مبنای ام‌ئی ۲۶۱ نهاد تا یک «هواگرد بهینه» با برد ۲۰٬۰۰۰ کیلومتر برای کاربرد برد بلند غیرنظامی و نظامی پدید آمد. این هواگرد نیروی محرکه خود را از چهار موتور جدید ۱۲ سیلندری دی‌ب ۶۰۳ می‌گرفت. برای منظور نظامی محوله دو تا پنج تنی در محفظه بمب حجیم درونی در بخش میانی بدنه در نظر بود. بمب‌های کوچک‌تری نیز در محفظه‌های بیرونی زیر بال‌ها حمل می‌شد. به جهت بهه حداکثر رساندن بهره‌وری آیرودینامیکی، تسلیحات دفاعی می‌بایست در برجک‌های جمع‌شونده‌ای قرار می‌گرفت که هنگام عدم نیاز به آن‌ها، به صورت کاملاً تراز با بدنه، جمع می‌شدند.
روز ۲۲ ژانویه سال ۱۹۴۱ ستاد کل لوفت‌وافه خواهان دریافت هواگردهایی جهت آزمایش مقایسه‌ای برای نقش پشتیبانی برد بلند از او-بوت‌ها در اقیانوس اطلس شد. فوکه-وولف اف‌و ۲۰۰، هاینکل هائی ۱۷۷ و بلوم اونت فوس ب‌فاو ۲۲۲ بدین منظور ارائه گشتند. در این حال ویلی مسرشمیت از مهندسان خود خواست هر چه سریع‌تر کار بر روی هواگرد را تکمیل کنند. او اطلاعاتی از عملکرد و وزن مفروض برای هواگرد را برای بررسی اعلام کرد و به اودت وعده داد نخستین پیش‌نمونه تا ماه مه سال ۱۹۴۲ به پرواز درآید. بدین شکل، متأثر از ادعاهای مسرشمست، طرح آن به عنوان مناسب‌ترین هواگرد مورد نظر برگزیده شد. البته، وزارت هوانوردی با حفظ جانب احتیاط، به دنبال هواگرد شرکت دیگری بود تا در صورت محقق نشدن موعد تحویل مسرشمیت، جایگزین آن شود. یکی از این موارد پروژه ایی ۴۷۰ شرکت آرادو بود که در نهایت به جایی نرسید و لغو شد. از این رو، روز ۵ مارس سال ۱۹۴۱ وزارت هوانوردی قراردادی با شرکت مسرشمیت تنظیم کرد تا ۳۰ فروند از «هواگرد چهار موتوره حامل دو تن بمب برای استفاده علیه ایالات متحده» دریافت کند. مواد اولیه کافی برای ساخت شش فروند نخست در اختیار این شرکت قرار گرفت و عنوان رسمی ام‌ئی ۲۶۴ بر آن نهاده شد.
با بدبینی نسبت به پیش‌بینی‌های مسرشمیت، وزارت هوانوردی برد هواگرد را مجدداً محاسبه کرد. بر این اساس برای حمل ۵٬۰۰۰ کیلوگرم بمب در فاصله ۱۲٬۰۰۰ کیلومتری به شش موتور دی‌ب ۶۰۳ نیاز بود و در این حالت نیز پرواز بدون توقف از غرب فرانسه تا ساحل شرقی ایالات متحده ممکن نبود. در این حال خود شرکت هم بر روی گونه شش‌موتوره ام‌ئی ۲۶۴، با عنوان په ۱۰۷۵، کار می‌کرد. این هواگرد برای انجام پروازهای شناسایی و تهاجمی فوق برد بلند متصور بود. با توجه به مشغله بالای دفتر پروژه آوکسبورک، کار طراحی بخش‌هایی چون بال‌ها و دُم در پیمانکاری فرعی به شرکت فوکر در هلند سپرده شد. مهندسان وزارت هوانوردی پیشنهاد سوخت‌گیری هوایی در فاصله ۳٬۰۰۰ کیلومتری از پایگاه بر فراز اقیانوس اطلس را مطرح کردند. مسرشمیت تا بهار سال ۱۹۴۲ در تلاش برای بهبود سازه و عملکرد ام‌ئی ۲۶۴ بود. شرکت سه امکان یدک‌کشی یک ام‌ئی ۲۶۴ توسط هواگرد مشابه دیگر، سوخت‌گیری هوایی با یک ام‌ئی ۲۶۴ دیگر و برخاست به کمک راکت را مطرح نمود. دفتر پروژه مسرشمیت اعتقاد داشت با چنین روش‌هایی برد می‌تواند با حمل ۵٬۰۰۰ کیلوگرم بمب تا ۱۸٬۱۰۰ کیلومتری و بدون محموله تا ۲۶٬۴۰۰ کیلومتری افزایش پیدا کند. افزایش محموله و تسلیحات جدید به شکل برجک‌های هدایت از راه دور با مسلسل‌های جفت ام‌گه ۱۳۱ یا ام‌گه ۱۵۱ نیز بررسی شد. به هر صورت مشکل در این زمان عدم دسترسی مستمر به موتورهای دی‌ب ۶۰۳ یا یومو ۲۱۳ بود که هواگرد می‌توانست توان مورد نیاز را از آن‌ها بگیرد.

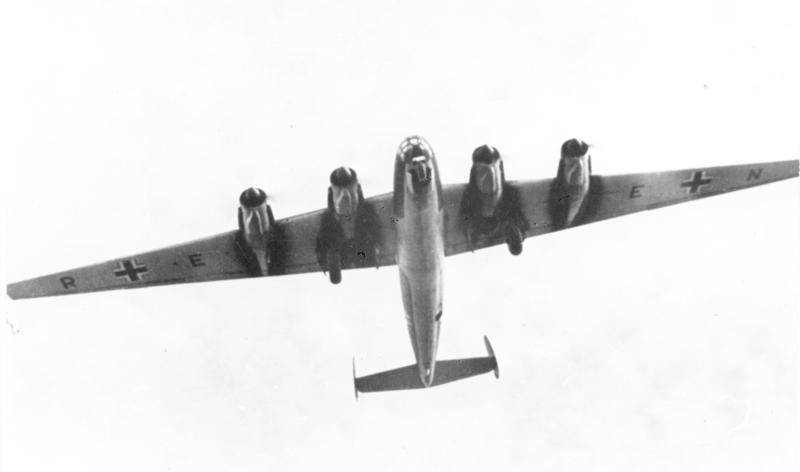
بمب افکن سنگین ام-ئی ۲۶۴ فاو-۱